# TextOnly
TextOnly — сетевой литературный журнал на русском языке. Открыт в 1999 году в составе литературного сайта «Вавилон»; в «нулевом» выпуске опубликованы, в частности, произведения таких авторов, как Борис Кудряков, Юрий Лейдерман, Михаил Гронас, переводы из Уильяма Батлера Йейтса, Александра Чака и Камилы Палья. Презентация журнала состоялась 30 ноября 1999 года в литературном клубе «Авторник». С 2006 г. работает как отдельный домен textonly.ru.
Как указывает И. М. Каспэ, проект TextOnly был задуман группой литераторов, в состав которой входили Данила Давыдов, Сергей Завьялов, Илья Кукулин, Евгения Лавут и Станислав Львовский, как первый литературный журнал в Рунете, структурно противопоставленный гораздо более привычной для раннего Рунета сетевой библиотеке. «Пришло время интернетовских литературных журналов. Это не только количественное, но и качественное приращение», — замечал по этому поводу Сергей Костырко. Сходным образом оценивал TextOnly Макс Фрай, отмечавший, что «каждый новый выпуск журнала являет собой не просто очередную обширную подборку литературных произведений», а «новый контекстуальный срез актуальной литературы, одно из мгновений культурной эпохи». Уже в 2022 году «идеальным онлайн-журналом» назвал TextOnly поэт Арсений Ровинский.